# Eupithecia thiacourti
Eupithecia thiacourti är en fjärilsart som beskrevs av Claude Herbulot 1987. Eupithecia thiacourti ingår i släktet Eupithecia och familjen mätare. Inga underarter finns listade i Catalogue of Life.